# Carl Weman
Carl Gustaf Thorsten Weman, född 8 juni 1870 i Göteborg, död 30 augusti 1918 i Nyköping, var en svensk agronom, lantbrukare musiker och målare.
Han var son till civilingenjören Thorsten Johan Weman och Beda Julia Augusta Carlsten och gift med Naemi Augusta Lindblom. Efter utbildning till agronom arbetade Weman som förvaltare och arrendator på flera större gårdar i Södermanlands län. Hans konst består av landskapsskildringar utförda i akvarell eller olja. Weman var representerad i den historiskt-topografiska utställningen som visades i Örebro 1902.